# Şahağac
Şahağac è un comune dell'Azerbaigian situato nel distretto di Astara. Conta una popolazione di 4 300 abitanti.